# Victor Antoine Signoret
Victor Antoine Signoret (6. dubna 1816, Paříž – 3. dubna 1889, tamtéž) byl francouzský lékař a entomolog.

## Život
Jeho otec byl lékařem a řídil farmaceutickou firmu. Signoret studoval farmacii a medicínu. Absolvoval v roce 1845 a název jeho disertační práce byl De l'Arsenic considéré sous ses divers points de vue. Jako entomolog se zajímal zejména o brouky a polokřídlé. Podnikl mnoho cest po Evropě a Malé Asii. Velmi významná sbírka hmyzu z těchto sběrů je uložena v Přírodovědném muzeu ve Vídni.
Victor Antoine Signoret byl i významným členem Francouzské entomologické společnosti a v letech 1861 a 1883 byl i jejím prezidentem.